# 5500 Твіллі
5500 Твіллі (5500 Twilley) — астероїд головного поясу, відкритий 24 листопада 1981 року.
Тіссеранів параметр щодо Юпітера — 3,597.